# 海因里希·拉斯佩
海因里希·拉斯佩（英語：Heinrich Raspe，約1204年—1247年2月16日）是圖林根領地伯爵赫爾曼一世之子，屬於魯多芬格家族的成員。1246年海因里希·拉斯佩在教宗依諾增爵四世的支持下被選為德國的對立國王，並在黑森南部的尼達擊敗康拉德四世的軍隊，但在戰場上受傷並於隔年死亡。他死後，圖林根落入韋廷家族的海因里希三世手中，而威廉二世接替他繼續角逐德國王座。